# Kilobaud Microcomputing
Kilobaud Microcomputing fue una revista estatunidense dedicada a los forofos de los ordenadores personales desde el final de la década de 1970 hasta principios de la década de 1980.

## Historia
Wayne Green, el Editor de Kilobaud, había sido el editor de la revista Byte, (otra revista de informática de la época), donde publicó los cuatro primeros ejemplares en su propia oficina. Pero un día, en noviembre de 1975 Wayne al llegar al trabajo, encontró que su exmujer y el resto del personal de la revista Byte habían marchado de su oficina y llevándose la edición de enero con ellos. En consecuencia, el nº de enero tuvo a Virginia Green como editor en vez de Wayne Green.
Wayne no estuvo nada contento con este hecho, por lo cual dejó Byte e inició una nueva revista para competir con la incipiente Byte. Quería bautizarla "kilobyte" para estar por encima de Byte. Pero la gente de Byte rápidamente registró la marca Kilobyte como una serie de dibujos de la revista Byte. Así que denominó la nueva revista "Kilobaud".
Kilobaud Microcomputing cubría todos el campos de los "microordenadores, hardware y software, con artículos sobre los diferentes campos de la informática, especialmente telecomunicacionss.